# تيلوسية مخلوطة
تيلوسية مخلوطة (الاسم العلمي: Telluria mixta) هي نوع من البكتيريا، سلبية الغرام، تتبع جنس التيلوسيات.